# Цитадель (Варшава)

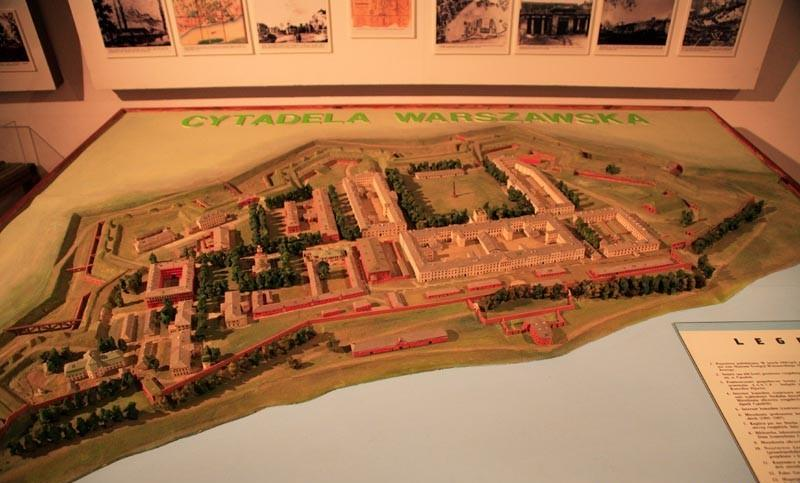
Макет Александровской цитадели.

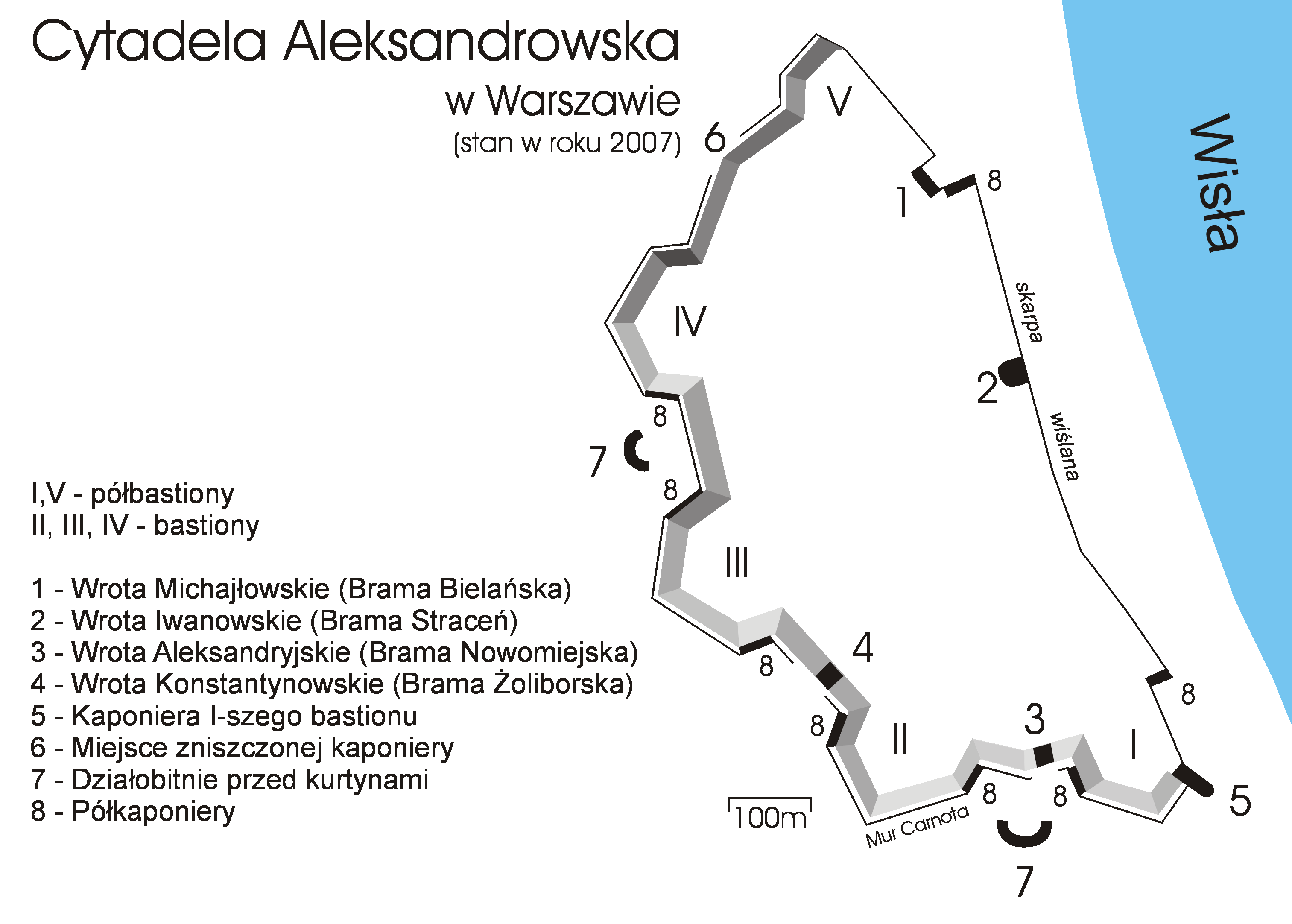
Упрощённая схема крепости.

Цитадель — крепость XIX века в городе Варшава.
Центральная часть всей городской Варшавской крепости – Цитадель была построена по приказу Николая I после польского Ноябрьского восстания 1830 года. Была предназначена для защиты территории Российской империи, в соответствии с планами обороны государства крепостным методом (линиями крепостей). В литературе встречаются другие названия — Александровская цитадель, Варшавская цитадель и другие. Следует различать сооружение и формирование под тем же наименованием.
Общая стоимость строительства составила 11 миллионов рублей или 8,5 тонн чистого золота, безвозмездно взятых в долг из городской казны Варшавы и Банка Польши. Это ухудшило экономическое положение Царства Польского и было дополнительным наказанием за восстание.

## История

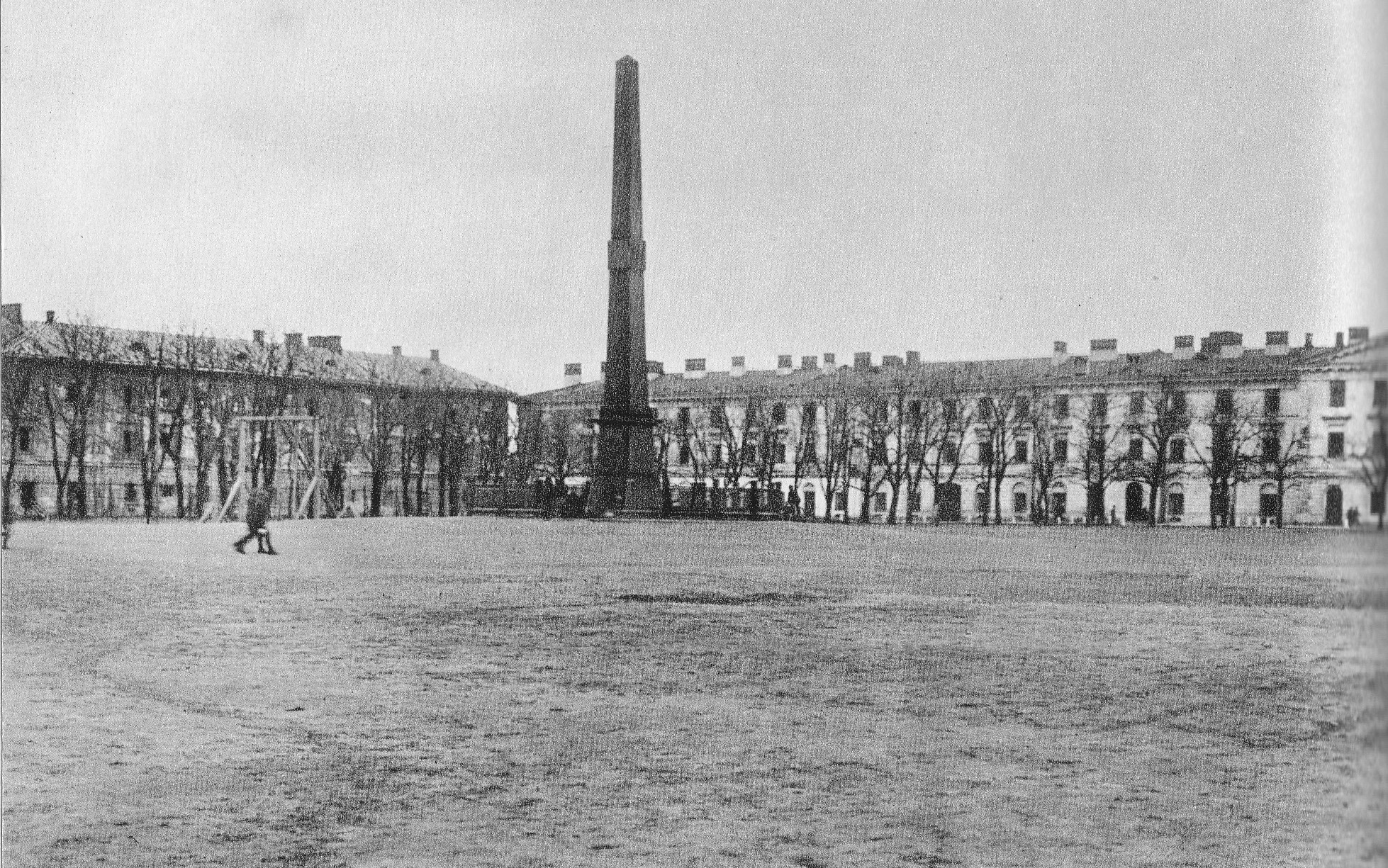
Главная площадь цитадели

Главный архитектор Цитадели генерал-майор И. И. Ден за основу своего проекта использовал проект крепости Антверпена. Краеугольный камень был заложен генерал-фельдмаршалом Иваном Паскевичем, наместником Царства Польского.
Крепость представляет собой кирпичную постройку, окружающую площадь в 36 гектаров. Постройка началась 31 мая 1832 года и закончилась 4 мая 1834 года. Стоимость постройки составила огромную по тем временам сумму в 11 миллионов рублей. В мирное время гарнизон крепости составлял 5 тыс. человек личного состава гарнизонных войск Русской императорской армии. Во время январского восстания 1863 года он был увеличен до 16 тыс. человек. 
К 1863 году артиллерийский парк крепости включал 555 орудий разных калибров.
После усиления, и создания крепостного района, в 1854 году, в крепости было пять бастионов (фортов) — «Владимир», «Алексей», «Павел», «Георгий» и «Сергий», в современной Польше названия оставшихся сооружений изменены.
В 1880-е годы стала составной частью более обширной сети укреплений — Варшавской крепости. К началу Первой мировой войны, поменялась стратегия обороны государства, крепость устарела, и в 1910 году начался демонтаж укреплений и расформирование гарнизона, который в 1912 году был упразднён. В ходе Первой мировой войны крепость выдержала три химических атаки противника, и позже вместе с оставшимися укреплениями была оставлена русскими войсками без боя, после расхода боевого запаса крепости, в ходе стратегического отступления летом 1915 года.
После восстановления независимости Польши в 1918 году, крепость использовалась польской армией в качестве казармы, учебного центра для пехоты, военного склада и политической тюрьмы. После начального поражения Польши во Второй мировой в крепости располагались оккупационные немецкие войска. Во время варшавского восстания 1944 года немецкий гарнизон крепости помешал повстанцам в центре города соединиться с повстанцами в северном районе Варшавы Жолибож. 

После Второй мировой крепость снова использовалась польской армией, в ней располагалась часть ПВО. В 1963 году в крепости был открыт музей.

## Коменданты цитадели
Высочайшим приказом о чинах военных от 26 июля 1887 года последний комендант Александровской цитадели генерал И. А. Кузьмин был перемещён на должность коменданта города Варшавы, а генерал А. П. Свистунов назначен на вновь введённую должность коменданта Варшавской крепости.
- хх.хх.1834 — 19.04.1842 — генерал-майор Барышников, Павел Петрович
- 19.04.1842 — 10.10.1843 — генерал-лейтенант Федоренко, Пётр Иванович
- 10.10.1843 — 01.03.1845 — генерал-лейтенант барон Ренне, Василий Егорович
- 01.03.1845 — 03.01.1851[3] — генерал-лейтенант граф Симонич, Иван Осипович
- 08.02.1851 — 11.08.1858 — генерал-лейтенант Житов, Алексей Иванович
- хх.хх.1858 — 27.05.1864[4] — генерал-майор (с 30.08.1863 генерал-лейтенант) Ермолов, Николай Семёнович
- 05.06.1864 — 17.12.1876[5] — генерал-майор (с 26.06.1876 генерал-лейтенант) Зайцов, Михаил Яковлевич
- 03.02.1877 — 15.05.1883 — генерал-лейтенант Ульрих, Ромео Корнильевич
- 17.07.1883 — 16.06.1886 — генерал-лейтенант Уньковский, Сергей Семёнович
- 22.10.1886 — 26.07.1887 — генерал-лейтенант Кузьмин, Илья Александрович

## Фотогалерея

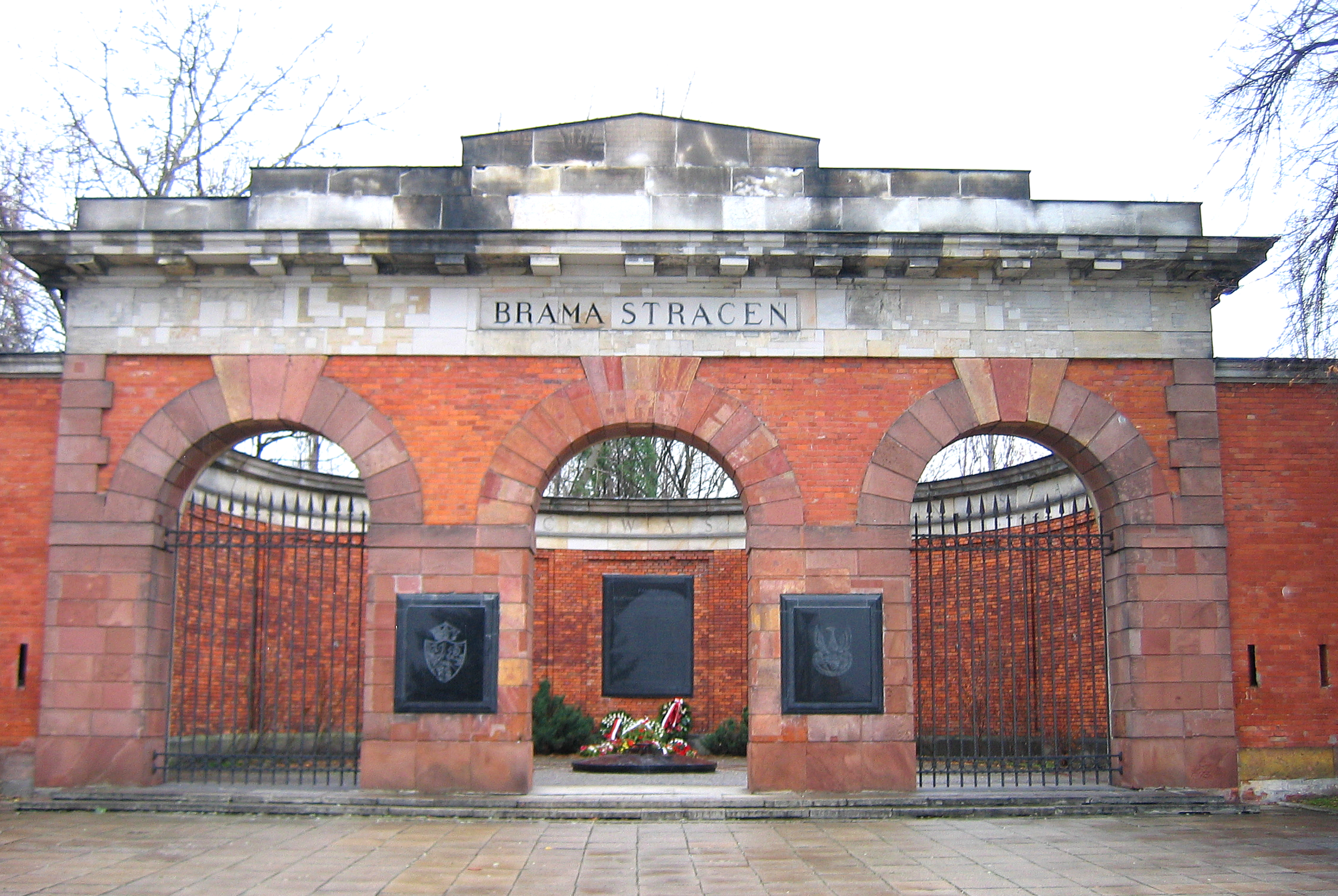
Ивановские  ворота (Ворота смерти).
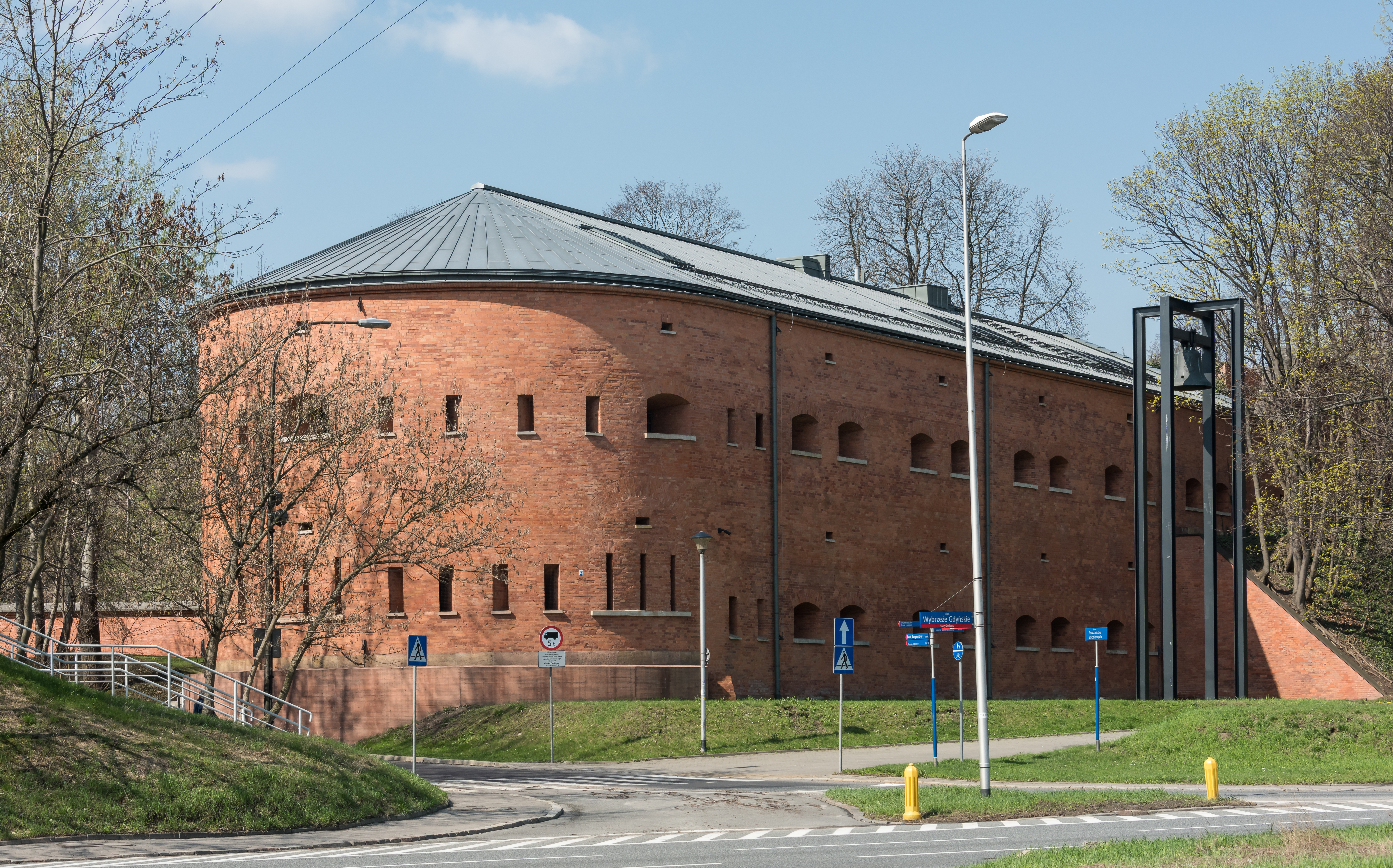
Варшавская цитадель: Капонир первого бастиона.
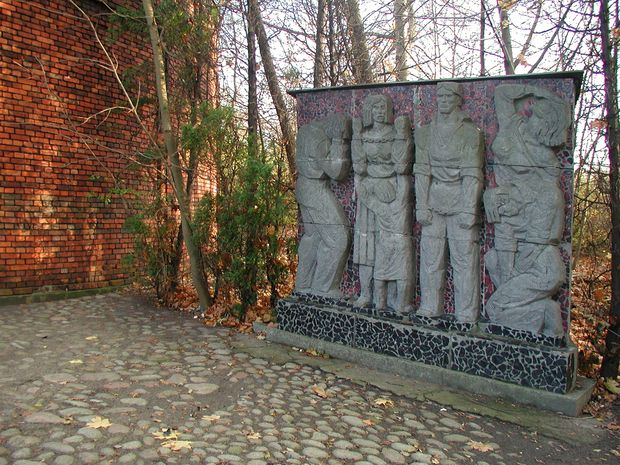
Варшавская цитадель: памятник возле ивановских ворот.
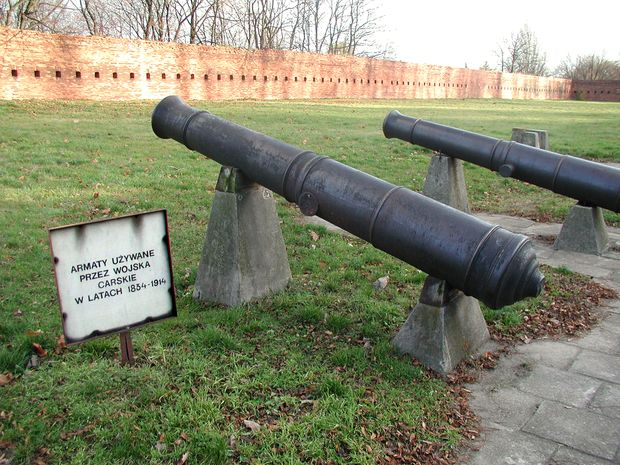
Варшавская цитадель — выставка оружия.
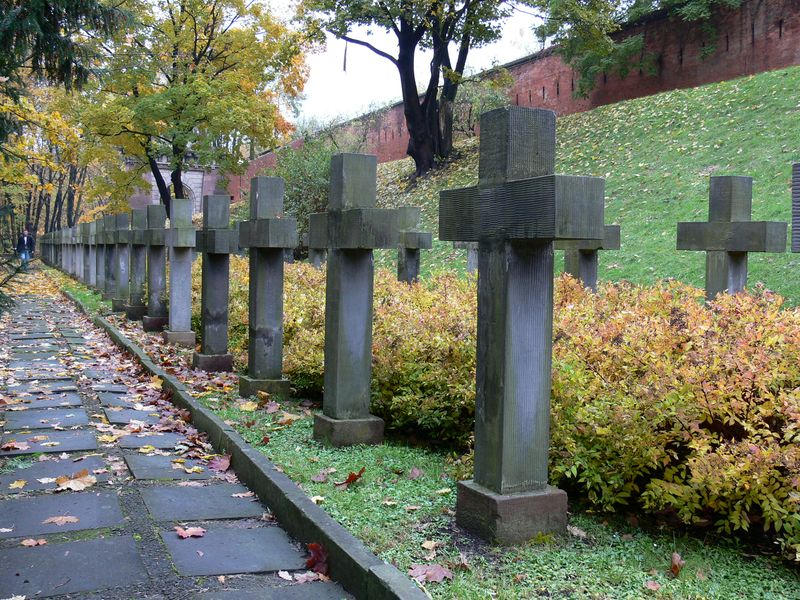
Кладбище узников цитадели около Ивановских ворот крепости.